# Postman (ソフトウェア)
Postmanは、開発者がAPIを設計、構築、テスト、コラボレーションするためのAPIプラットフォームを提供するグローバルなソフトウェア企業である。
3,000万人以上の登録ユーザーと50万以上の組織がPostmanを利用している。
Postmanはまた、10万を超える公開APIのディレクトリであるPostman API Networkを管理しており、これは世界最大規模である。
同社はサンフランシスコに本社を置き、東京と創業の地であるバンガロールにもオフィスを構えている。

## 歴史
Postmanは2012年、ソフトウェアエンジニアのアビナフ・アシュタナのサイドプロジェクトとして始まった。彼はYahooバンガロールで働いていたとき、APIテストを簡素化したいと考えていた。彼は自分のアプリをAPIリクエストの「POST」をもじってPostmanと名付け、Chromeウェブストアで無料で提供した。
アプリの利用が拡大するにつれ、アビナフは元同僚のアンキット・ソブティとアビジット・カーネを招き、Postman Inc.の設立に協力させた。現在は3人の共同創業者が会社を率いており、アビナフが最高経営責任者 (CEO)、ソブティが最高技術責任者 (CTO) を務めている。
2023年、PostmanはAPIオブザーバビリティソリューションのAkitaを買収したと発表。2024年、Postmanは開発者コミュニティ構築・管理ソリューションのOrbitを買収した。

## 機能
Postmanの機能は以下の通り:
- APIリポジトリ: パブリック、プライベート、パートナーネットワーク内の中心的なプラットフォームで、API生成物の保存、カタログ化、コラボレーションを可能にする
- APIビルダー: OpenAPI、GraphQL、RAMLなどの仕様に沿ってAPI設計ワークフローの実装を支援する。さまざまなソース管理、CI/CD、ゲートウェイ、APMソリューションと連携する
- ツール: APIクライアント、API設計、APIドキュメント、APIテスト、モックサーバー、API検出
- インテリジェンス: セキュリティ警告、APIリポジトリ検索、ワークスペース、レポーティング、APIガバナンス
- ワークスペース: パーソナル、チーム、パートナー、パブリックワークスペースにより、開発者の社内外でのコラボレーションが可能

Postman v11は2024年5月にリリースされた。技術系メディアで話題となった機能には、APIテストの生成、ドキュメント作成、デバッグ、データ可視化を支援するAI搭載アシスタントや、外部パートナーとのAPIコレクションの幅広い共有などがある。

## ビジネスモデル
Postmanは、小規模チーム向けの無料オプションから、大企業やエンタープライズ向けの有料プランまで、段階的な価格設定を提供している。

## 所有権
Postmanは株式非公開で、Nexus Venture Partners、CRV、Insight Partners、Coatue、Battery Ventures、メアリー・ミーカーのBONDから資金を得ている。
2015年5月、同社は100万ドルのシードラウンドを調達。2021年8月、Postmanは56億ドルの評価額で2億2500万ドルのシリーズDラウンドを調達した。
Postmanは過去3年間、フォーブスの「Cloud 100」のメンバーに選ばれており、直近では42位にランクインしている。